# جوزيف ماير (سياسي)
جوزيف ماير (بالإنجليزية: Joseph Mayer)‏ هو سياسي أمريكي، ولد في 1877، وتوفي في 18 نوفمبر 1942. حزبياً، نشط في الحزب الجمهوري. وقد انتخب Director of the Monmouth County Board of Chosen Freeholders ‏.